# Émile Worms
Émile Worms (* 23. März 1838 in Frisingen, Luxemburg; † 1918) war ein französischer Jurist und Nationalökonom.

## Leben
Worms hatte französische Eltern. Er studierte Rechtswissenschaft in Heidelberg und Paris, wo er 1863 promovierte. Er war zuerst Rechtsanwalt, später Professor in Paris, bis er eine Berufung an die juristische Fakultät nach Rennes bekam, wo ihm 1876 der Lehrstuhl für Nationalökonomie übertragen wurde. 1889 wählte ihn die Académie royale des Sciences, des Lettres et des Beaux-Arts de Belgique zum assoziierten Mitglied.

## Werke
- De la Cession des créances en droit romain et de l'endossement en droit français (1863)
- Histoire commerciale de la Ligue hanséatique (1864)
- Sociétés par actions et opérations de Bourse considérées dans leurs rapports avec la pratique, la législation, l'économie politique, l'histoire et les réformes dont elles sont susceptibles (1868)
- Théorie et pratique de la circulation monétaire et fiduciaire, ou Exposition rationnelle des questions se rattachant à l'histoire et au rôle économique de la monnaie, des traites, mandats, chèques, billets de banque, banques de dépôt et d'émission (1869)
- L'Allemagne économique, ou, Histoire du Zollverein allemand (1874)
- Sociétés humaines et privées (1874)
- Exposé élémentaire de l'économie politique à l'usage des écoles (1879)
- Les Écarts législatifs (1887)
- De la liberté d'association au point de vue du droit public à travers les âges (1887)
- Une association douanière franco-allemand avec restitution de l'Alsace-Lorraine (1888)
- De la propriété consolidée (1888)
- Les attentats à l'honneur, diffamation, injures, outrages, adultère, duel, lois sur la presse: etc. (1890)
- Doctrine, histoire, pratique et réforme financière, ou Exposé élémentaire et critique de la science des finances (1891)
- Essai de législation financière, le budget de la France dans le passé et dans le présent (1893, 2. Auflg. 1895)
- La politique commerciale de l'Allemagne (1895)